# I. M. 페이

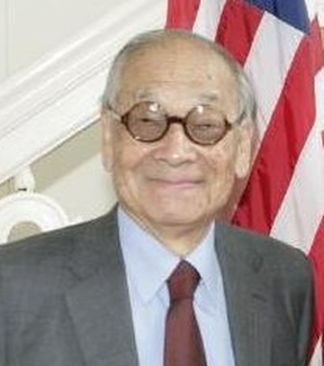
이오 밍 페이 (2006년 룩셈부르크)

이오 밍 페이(Ieoh Ming Pei, 중국어: 貝聿銘 베이위밍[*], 1917년 4월 26일~2019년 5월 15일)은 이름의 이니셜인 I. M. Pei로 잘 알려져 있는 중국계 미국인 건축가로, 모더니즘 건축의 마지막 건축가로 알려져 있다. 그는 돌, 콘크리트, 유리, 강철 등을 이용해 추상적인 형태를 즐겨 만들어낸다. 루브르 박물관의 루브르 피라미드 및 루브르 역피라미드를 설계한 것으로 유명하다.

## 약력

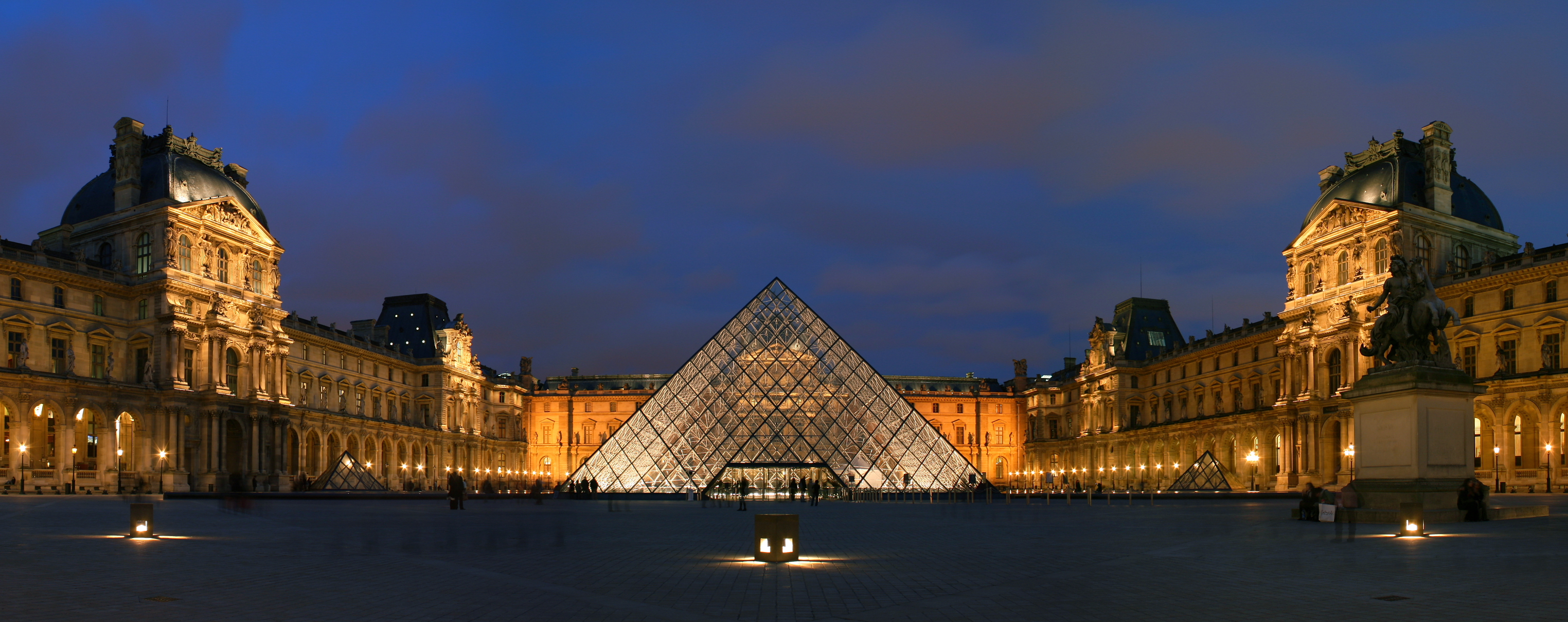
루브르 피라미드, 프랑스 파리.

페이는 1917년 4월 26일 중국 광저우에서 유복한 가정에서 태어났다. 그의 아버지는 은행가로, 이후 중국은행 은행장과 중국중앙은행 총재를 역임했다. 그의 가족은 이후 상하이 인근에 있는 쑤저우로 이주했다. 그는 홍콩의 세인트 폴스 칼리지(St. Paul's College)와 상하이의 세인트 존스 대학에 진학했다.
이후 18세에 미국으로 이주하여 펜실베이니아 대학교에서 건축을 공부하였고, 1940년 매사추세츠 공과 대학교에서 건축학사 학위를 받았다. 그는 이후 하버드 대학교 디자인 대학원에 진학하여 잠시 공부한 뒤에, 프리스턴에 있는 국방 연구 위원회에 들어갔다. 1944년 그는 하버드로 돌아와서 한때 바우하우스에서 교편을 잡았던 발터 그로피우스 아래에서 수학하여, 1946년 건축학 석사 학위를 받았다. 이후 하버드 대학교의 조교수를 역임하였다. 그는 1951년 휠라이트 여행장학금을 받았고, 1954년 미국 국적을 취득하였다.
1948년 부동산 개발업자인 윌리엄 제켄도프에게 고용되어 Webb and Knapp에서 근무하였다. 이 회사에서 페이는 많은 대규모의 건축설계과 도시계획을 담당하였고, 루트비히 미스 반 데어 로에의 양식에 따라 건물을 설계하였다. 페이는 1955년 자신의 설계 사무소인 I. M. Pei & Partners를 개업하였다. 1989년 제임스 잉고 프리드와 헨리 콥의 이름을 따와 사무소의 이름을 Pei Cobb Freed & Partners로 바꾸었다. 1983년 프리츠커 상을 수상하였다.
1990년 페이는 공식적으로 은퇴하였으나 이후에도 설계 작업을 하거나 회사에 자문을 하는 등의 활동을 이어나갔다. 은퇴 후 일본 시가현 미호박물관과 카타르 도하 이슬람예술박물관 등을 설계하였다.
2019년 5월 15일 102세를 일기로 타계했다.

## 마지막 작품
마카오 과학센터는 92세 때인 2009년 완공되었다.

## 선행
프리츠커상과 함께받은 10만 달러의 상금을 중국 건축학도들의 미국 유학을 돕기위한 프로그램에 사용하였다.

## 수상
프리츠커상 (1983)
Twenty-five Year Award (2011),(2004)
AIA Gold Medal (1979)
대통령 자유 훈장 (1993)
로열 골드 메달 (2010)
National Design Lifetime Achievement Award
디카마쓰노미야 전하기념 세계문화상 (1989)

## 주요 건축물

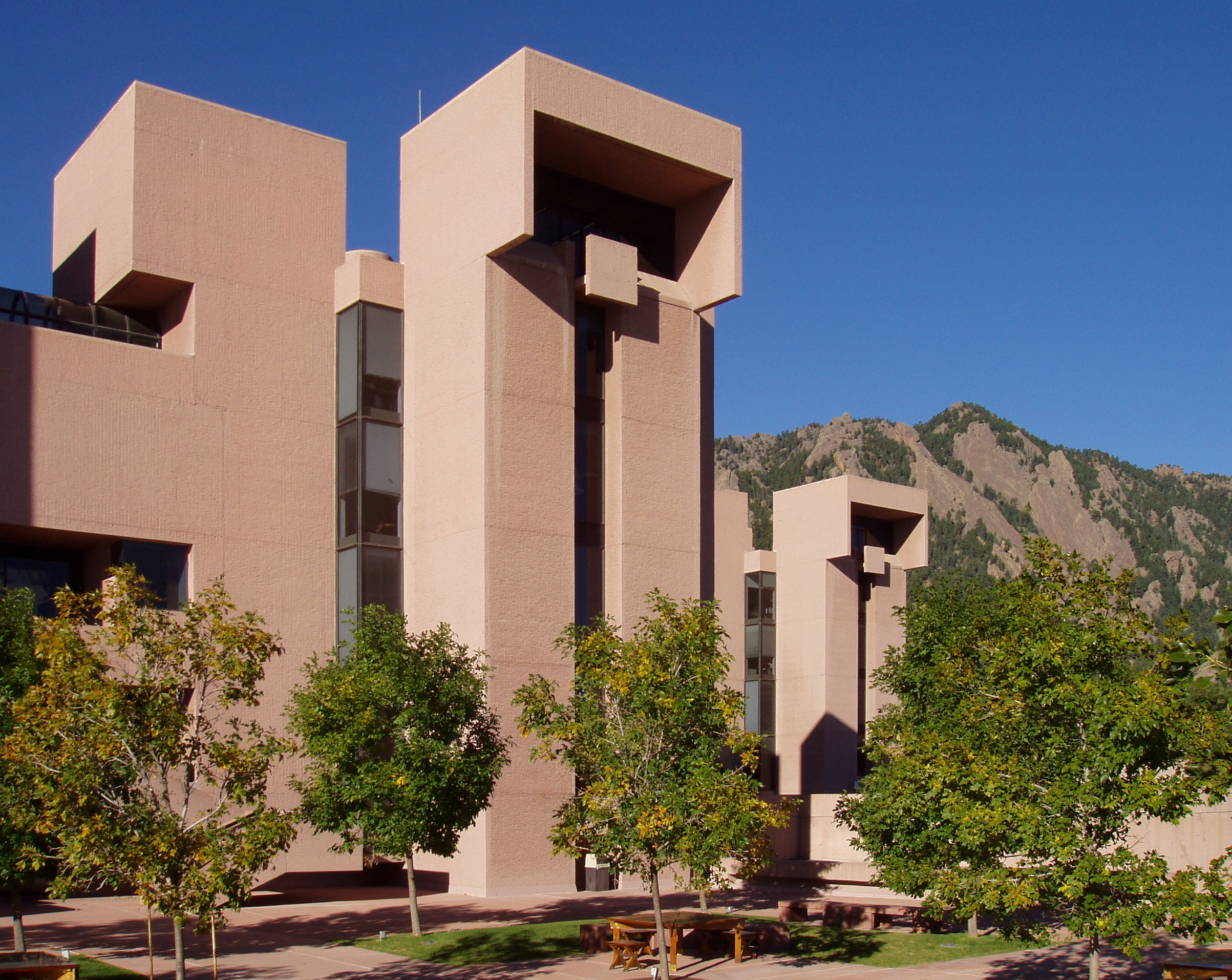
1961년 - 미국 국립대기연구센터
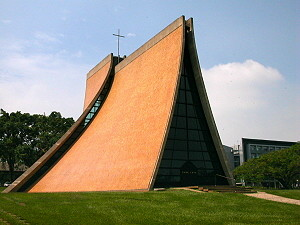
1963년 - 타이완 퉁하이대학 루스 예배당
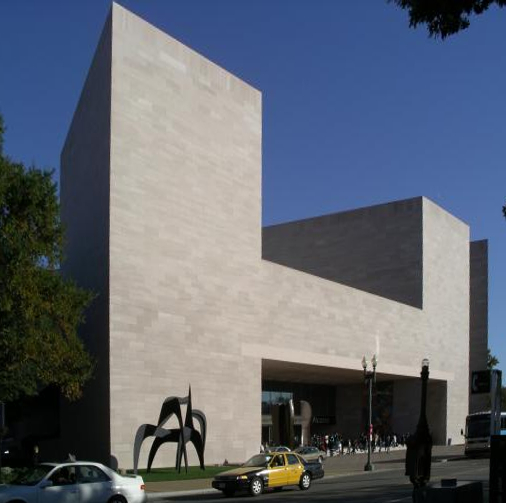
1974년 - 미국 내셔널 갤러리 동관
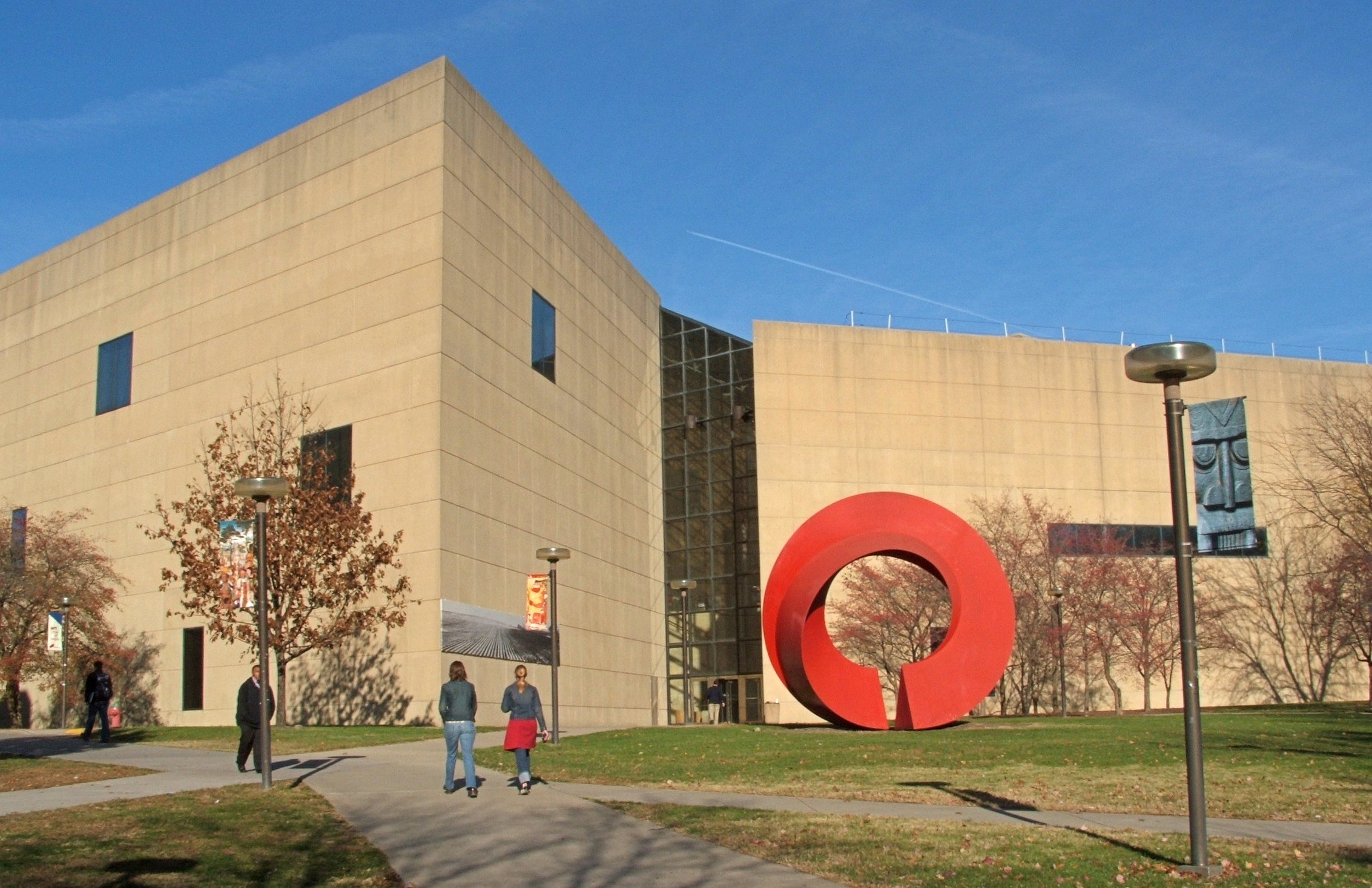
1978년 - 인디애나 미술관
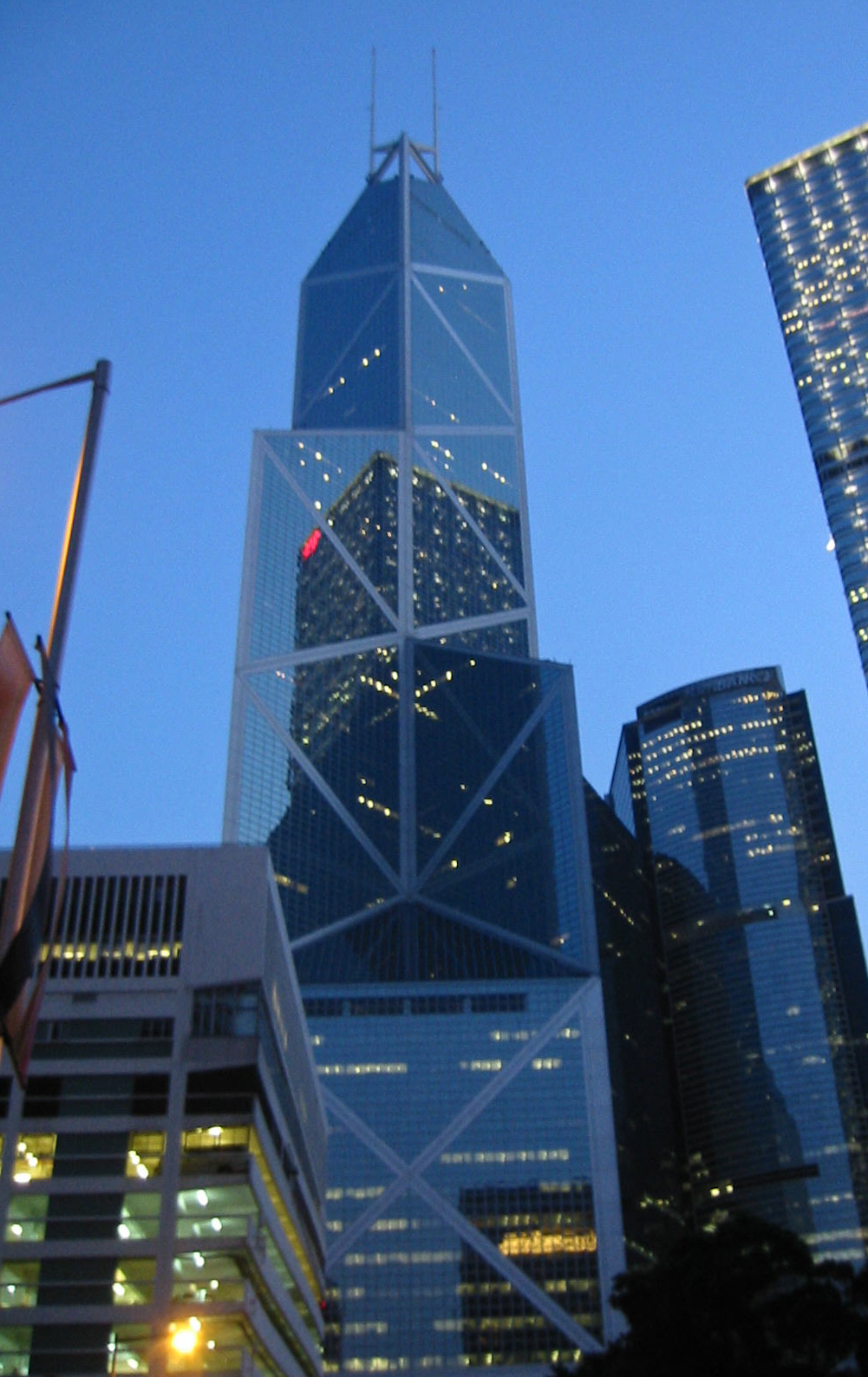
1989년 - 홍콩 중국은행 타워
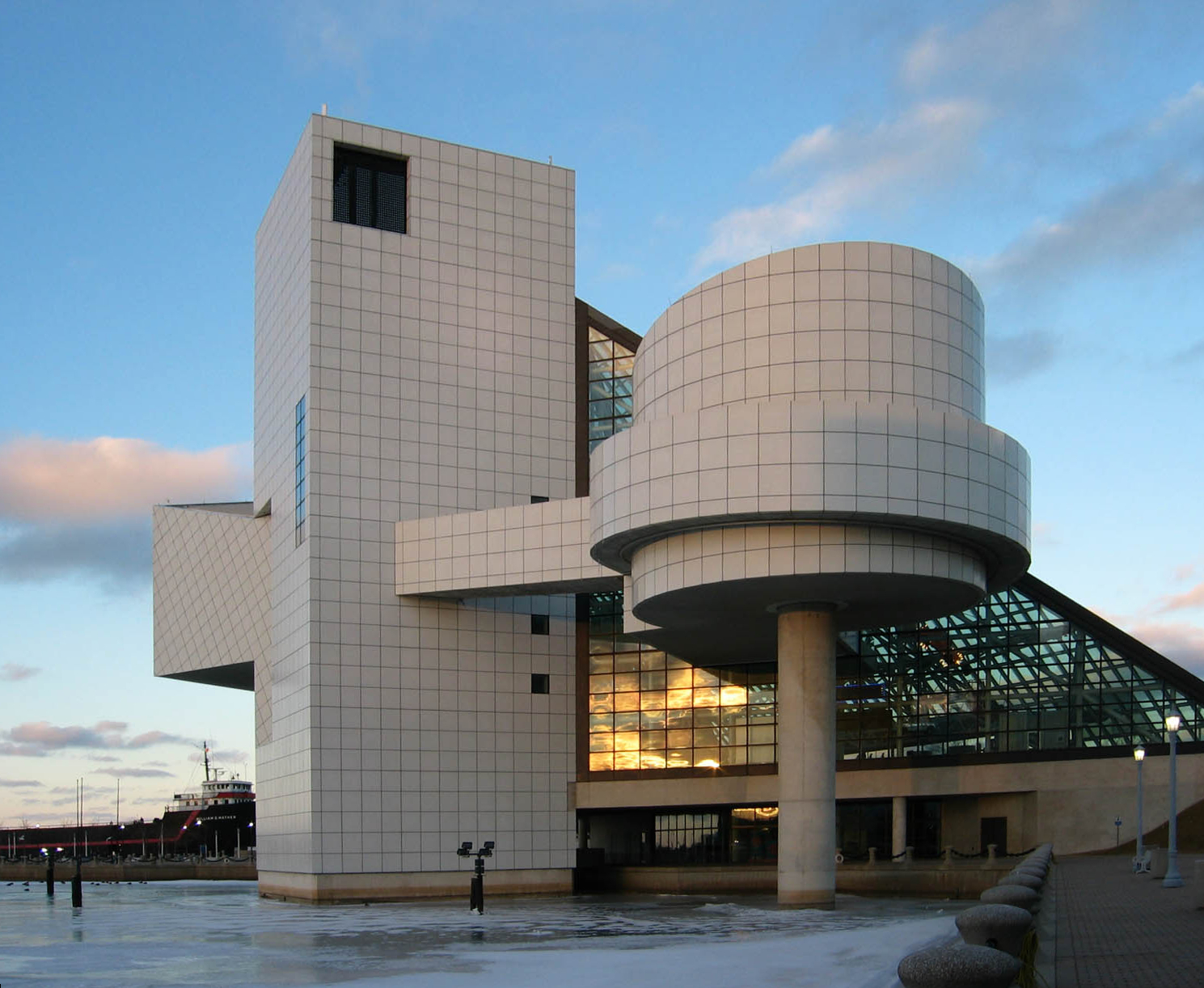
1995년 - 미국 로큰롤 명예의 전당